# Szopka w Panewnikach
Szopka w Panewnikach – największa w Europie szopka ołtarzowa zbudowana wewnątrz świątyni, wznoszona przez zakonników i wiernych w okresie świąt Bożego Narodzenia w bazylice św. Ludwika Króla i Wniebowzięcia Najświętszej Maryi Panny w Katowicach-Panewnikach.
Szopkę można oglądać od świąt Bożego Narodzenia do pierwszych dni lutego. W okresie bożonarodzeniowym organizowane są adoracje stanowe i dla różnych grup, np. chórów i zespołów śpiewaczych, w których biorą udział katowiccy biskupi.

## Historia
Początki budowy szopki sięgają 1908 r., kiedy to zaraz po konsekracji bazyliki przez kardynała Georga Koppa, zakonnicy przygotowali pierwszą skromną stajenkę. W zapisach kronikarskich klasztoru panewnickiego znajdują się notatki dotyczące budowy żłóbka w 1913 r. Pracom przewodniczył mistrz stolarski br. Ubald Miera OFM. Pierwsze panewnickie żłóbki wznoszone były w miejscu, w którym dzisiaj znajduje się kaplica św. Antoniego Padewskiego (prawa strona transeptu). Po 1927 r., gdy wybudowano ołtarz św. Antoniego, stajenkę zaczęto przygotowywać po przeciwległej stronie, w absydzie dzisiejszej kaplicy św. Franciszka z Asyżu (lewa strona transeptu). W 1926 r. dodano tło przedstawiające Jerozolimę, zaś w 1933 r. scenerię gwieździstego nieba.
Pierwszy raz wybudowano stajenkę w centralnej części bazyliki nad ołtarzem głównym po II wojnie światowej w 1949 r. Od tego czasu zaczęto stawiać tymczasowy ołtarz w dolnej części prezbiterium, który po Soborze Watykańskim II stał się głównym ołtarzem świątyni. W latach powojennych kierownikami prac przy wznoszeniu panewnickiego żłóbka byli: br. Krzysztof Piątyszek OFM, br. Fabian Fryc OFM, Franciszek Falkus oraz Edward Kuczmik. Osoby te znacznie rozbudowały szopkę, ubogacając ją w coraz to nowe elementy architektoniczne (młyny, studnie, domy), dbając jednocześnie o to, by każdego roku misterium betlejemskie zostało przedstawione w różniący się od poprzednich sposób. W pracach brali również udział klerycy z Wyższego Seminarium Duchownego Braci Mniejszych. Instalację elektryczną rozbudowali Andrzej Brożyna, Jakub Wawro oraz br. Ksawery Majewski OFM. Głównie z ich inicjatywy w szopce pojawiały się w latach 90. XX wieku instalacje wodne i urządzenie produkujące efekty świetlne i dymne. Od 1995 r. pracami kieruje artysta rzeźbiarz z Jaworzynki Trzycatka Paweł Jałowiczor.

## Wielkość i elementy dekoracji

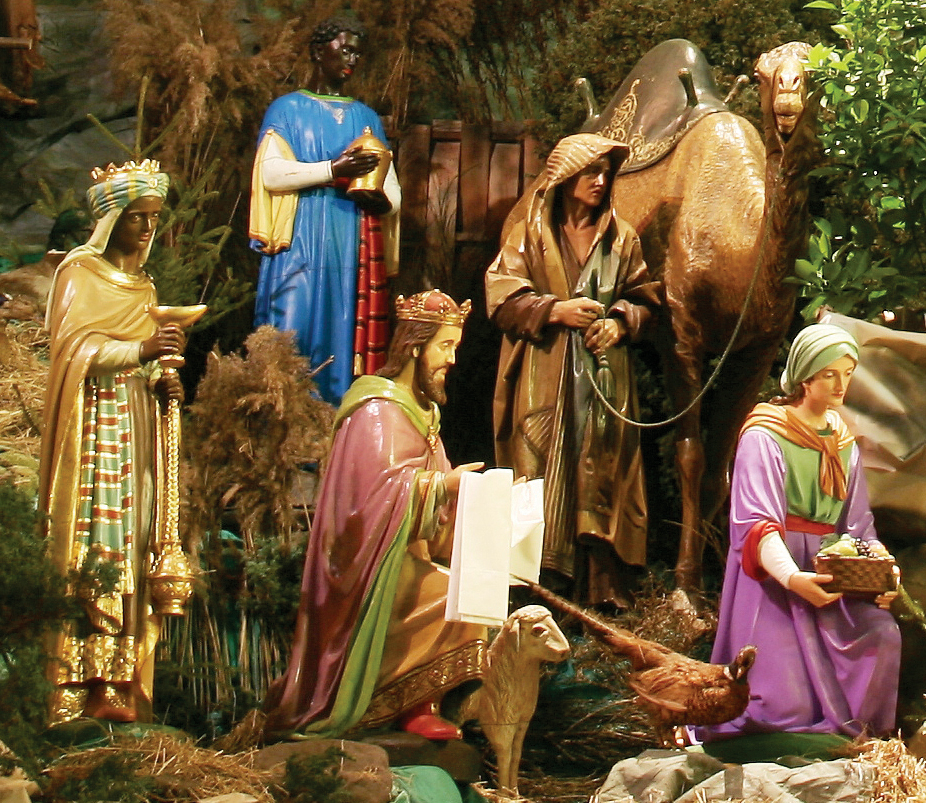
Grupa największych figur

W 2006 r. konstrukcja miała 25 m wysokości, 20 m szerokości i 12 m głębokości i zajmowała powierzchnię około 730 m². Co roku wymiary szopki ulegają zmianie. Stajenka budowana jest z bali i desek jodłowych. Nad szopką rozciąga się – namalowane na płótnie – sklepienie niebieskie, jakie pojawia się w wigilijną noc nad Katowicami.
Wewnątrz rozstawiane są figury z gipsu, drewna i masy żywicznej. Najstarsze wykonane zostały w drugiej połowie XIX w. (pastuszek z barankiem i kobieta z dzbanem z drewna lipowego). Figury Maryi i Józefa mają po 95 cm. Figurka Dzieciątka Jezus, długości 44 cm, sprowadzona została staraniem o. Damiana Szojdy OFM w 1981 roku z Betlejem. Wszystkich figur, które nie są wystawiane każdego roku, jest około 120.
Pod koniec lat 90. XX w. w szopce zaczęto coraz częściej umieszczać wypchane zwierzęta. Obok figur i konstrukcji drewnianych budowniczowie wstawiają na metalowy podest podtrzymujący przedstawienie betlejemskiej sceny naturalne choinki i rośliny domowe w doniczkach, m.in. jukki, araukarie i palmy.
Najnowszą tradycją panewnickiej szopki jest przedstawianie na dobudowywanych po 2005 r. w sklepieniach kaplic świętych Ptolemeusza i Romana oraz Matki Bożej Częstochowskiej podestach scen z historii franciszkanów i innych odnoszących się do haseł roku duszpasterskiego Kościoła katolickiego w Polsce. Ten swego rodzaju bożonarodzeniowy tryptyk, w którego skład wchodzą sceny boczne i sama stajenka w głównym ołtarzu bazyliki, ma szerokość 22,5 m.

## Inne konstrukcje bożonarodzeniowe na terenie sanktuarium

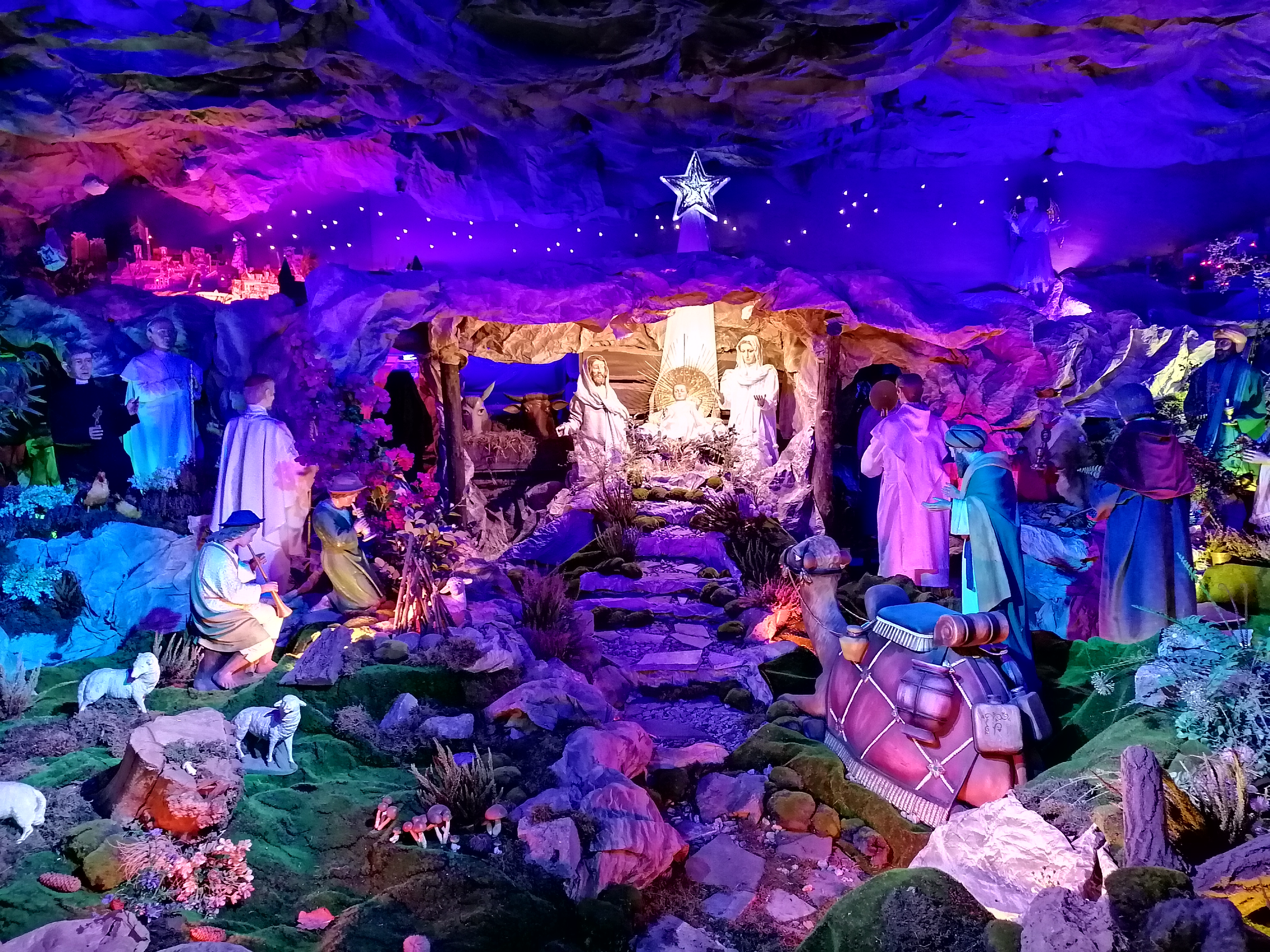
Ruchoma szopka w 2023 r.

Poza szopką we wnętrzu panewnickiej bazyliki od 1994 r. w pomieszczeniach klasztornych udostępniana jest szopka ruchoma z poruszającymi się figurami ważnych postaci z historii Kościoła i Polski, są to: św. Franciszek z Asyżu, św. Klara z Asyżu, św. Antoni Padewski, św. Maksymilian Kolbe, kard. Stefan Wyszyński, św. Wojciech, bł. Matka Teresa z Kalkuty, św. Jan Paweł II, bł. Jerzy Popiełuszko, Jan III Sobieski, św. Jadwiga Królowa, św. Ludwik IX, Bolesław Chrobry, Mieszko I, św. Jacek Odrowąż oraz Trzej Królowie. W ekspozycji przy ruchomej szopce prezentowane są szopki śląskie i z krajów misyjnych.
W klasztornym ogrodzie od 2002 r. przygotowywana jest żywa szopka ze zwierzętami oraz podświetlane instalacje (od 2023 r.).

## Konotacje w kulturze
W 1998 r. Magdalena Piekorz nakręciła film dokumentalny pt. Franciszkański spontan poświęcony stawianiu szopki w Panewnikach, który w roku następnym został wyróżniony na Małym Przeglądzie Form Dokumentalnych w Szczecinie.